# Эйлив Рагнвальдсон
Эйлив Рагнвальдсон (XI век) — ладожский посадник с 1045 года, сын Рёгнвальда Ульвссона. Брат Улеба (Ульва) Рагнвальдсона, посадника и воеводы новгородского.

## Биография
Эйлива считают сыном Рёгнвальда и Ингибьёрг. В таком случае по линии отца он был двоюродным племянником жены Ярослава Мудрого Ингигерды, по линии матери — племянником норвежского короля Олафа I Трюггвасона. Но если принять это, а также и то, что его брат Ульф был старше его, то он мог родиться не ранее 1018 года, так как брак с Ингибьёрг был заключен в 1017 году. Вико-вингулмаркский ярл Трюггви Олафсон (сын Олафа Гейрстадальфа, внук Харальда 1 Прекрасноволосого) был женат на Астрид Эйриксдоттир (дочери Эйрика Бьодаскалли родом из поселения Опростадира в горной области Оппланне в Норвегии) и были у них дети: дочь Ингеборга Трюггвисдоттир (961 года рождения) и сын Олав Трюггвасон (годы жизни 963-1000, будущий норвежский король, годы правления 995-1000). Ярл Гудрёд Эйриксон (младший брат норвежского короля Харальда Серой Шкуры) убил ярла Трюггви Олафсона в 963 году, когда его сын Олав Трюггвасон был ещё новорожденным, а его дочери Ингеборги Трюггвисдоттир минимум было 2 года от роду, соответственно она не позднее 961 года рождения. И если бы Ингеборга Трюггвисдоттир вышла замуж в 1017 году, то ей должно было быть 56 лет, а родить в 57 лет Ульфа и в 58 лет Эйлива, это просто фантастика. В реальности, Ингеборга Трюггвисдоттир вышла замуж за Рагнвальда Ульфсона в 977 году, когда ей было 16 лет, когда новгородский князь Владимир Святославич со своим дядей Добрыней плавали в Швецию, что бы нанять шведское войско. А вместе с Владимиром Святославичем в Швецию в 977 году поплыли его тесть Сигурд Эйриксон (отец Алогии, первой жены Владимира) со своей сестрой Астрид Эйриксдоттир и со своими племянниками 16 летней Ингеборгой Трюггвисдоттир (дочерью овдовевшей Астрид Эйриксдоттир)  и 14 летним Олавом Трюггвасоном (будущим норвежским королём, сыном овдовевшей Астрид Эйриксдоттир), которые жили в Новгороде с 972 года. И вот нанятых шведов возглавил ярл шведской области Вестергётланда, Ульф Тостесон со своим сыном Рагнвальдом Ульфсоном (мужем Ингеборги Трюггвисдоттир, шурином Олава Трюггвасона, будущего норвежского короля) и они помогли новгородскому князю Владимиру (сыну Святослава и Малуши) свергнуть своего старшего сводного брата князя Ярополка Святославича и за это, новый русский князь Владимир назначил Рагнвальда Ульфсона (мужа Ингеборги Трюггвисдоттир) наместником Ладоги (годы ладожского правления 978 - 997, и повторно с 1019 по 1045). А так же в Новгород вернулись Сигурд Эйриксон (тесть Владимира) и его сестра Астрид Эйриксдоттир, со своим сыном Олавом Трюггвасоном (будущим норвежским королём, который продолжил жить в Новгороде до 981 года и помогал князю Владимиру покорить волынян), а его сестра Ингеборга Трюггвисдоттир поселилась в Ладоге со своим мужем ладожским наместником Рагнвальдом Ульфсоном, где у них и родились Ульф и Эйлив.
Его отец по просьбе Ингигерды был назначен посадником Старой Ладоги в 1019 году.
Известно, что в 1031—1034 годах он вместе с Харальдом Сигурдссоном (будущим норвежским королём Харальдом III), принимает участие в кампании Ярослава Мудрого против поляков, будучи одним из лидеров войска. Есть также сведения, что Эйлив участвовал в походе князя Владимира Ярославича на Византию и взятии Херсонеса в 1044 году.
Согласно скандинавским источникам, Эйлив наследовал отцу как ладожский посадник в 1045 году.
Есть сведения, что после смерти Ингигерды (1050 год) Рёгнвальд отказался возвращать Ладогу новгородцам, и им пришлось отбивать город силой. Но, возможно, здесь имеется в виду Эйлив, поскольку, по другим источникам, Рёгнвальд умер в 1045 году.